# Olguța Cocrea
Olguța Cocrea (n. 6 noiembrie 1957, comuna Sascut, județul Bacău) este un fost deputat român, membru al Parlamentului României. Olguța Cocrea a fost aleasă pe listele PRM dar din ianuarie 2005 a devenit deputat neafiliat.  